# はるなちゃん参上!
『はるなちゃん参上!』（はるなちゃんさんじょう）は、秋吉由美子の4コマ漫画作品である。
芳文社の『まんがタイム』誌1993年1月号の新人漫画展入選作品「春2」（はるのじじょう）を改題し、『まんがタイムファミリー』誌1993年5月号より連載を開始し2009年9月号まで連載された。また、系列誌である『まんがタイム』（1995年-2003年）・『まんがタイムジャンボ』（1995年-2001年）の両誌でも連載され、まんがタイムジャンボ誌では一時期表紙及び巻頭を務めていた。なお「まんがタイム」2010年11月号には同誌の創刊30周年を記念した読みきり作『はるなちゃん30』が掲載された。

## 内容
安藤春菜は遅刻・サボリ・赤点の常習犯の問題児。彼女の自由奔放な高校生活と振り回される周りの人たちを描いた作品である。

## 登場人物

### 主人公
安藤春菜（あんどう はるな）
高校2年生。
遅刻や赤点の常習犯であり、多くの先生から目をつけられている。
着ぐるみや変な衣装（腰蓑・チュチュなど）を多数保持し、校内でも頻繁に着用している。また、その保管場所が校内のどこかにあるらしい。
よく校内の売店や学食でアルバイトをしている。
読みきり作品「30」では一児の母となっている。なお結婚はお見合いによるものだが、縁談をぶち壊すつもりで相撲の「仕切り」を取ったところ相手男性が絶妙のタイミングでがぶり寄ってきた為「相性いいかも？」と思った彼女はそこからお付き合いが始まり、結婚まで至ったという。

### 同級生
石原春日（いしはら はるひ）
春菜の幼なじみで保護者的な存在。
成績優秀で性格がいいが若干天然ボケが入っている。
「30」では保育士になっていた。春菜の息子の担任でもある。
吉本光（よしもと ひかり）
春菜の同級生。赤点仲間でもある。
陸上部のエースであり足が速い。女好きで手はもっと速い。
「春2」では春菜に好意を抱いているような仕草が確認できる。
「30」でも陸上は続けているが、女の好みが「人妻・熟女」にスイッチしている。

### 学校の先生
今野さえ子（こんの さえこ）
春菜たちの担任。数学教師。独身。
問題児の春菜に手を焼いており、時々雷を落とす。
佐藤寛介（さとう かんすけ）
校長。
目立つのが好きで、朝礼の時などに話の代わりに歌を歌おうとすることもある。
春菜とは「カンちゃん」と呼ばれるくらい仲が良く、春菜のクラスでも大人気である。
「30」に登場する春菜の息子・寛介の名は先生からきているという。

### 家族
安藤春早（あんどう はるさ）
春菜の妹。中学3年生。
姉に似て成績はあまりよくない。吉本のファンであり、陸上部に所属している。
安藤春江（あんどう はるえ）
春菜と春早の母。43歳。
おっとりしており、悪いことに対しても全く怒らないばかりか、明らかにピントのずれた突込みをする。
その他、父親が存在するようである。しかし、漫画には会話の中にしか出てこない。

## 単行本
単行本は2010年10月現在、芳文社より6巻まで発行されている。但し、現在ほぼすべての巻が出版社品切れ（事実上の絶版扱い）となっている。
1. 第1巻（1997年12月10日発行） ISBN 4-8322-6099-5
2. 第2巻（1998年5月15日発行） ISBN 4-8322-6108-8
3. 第3巻（1998年9月5日発行） ISBN 4-8322-6115-0
4. 第4巻（1999年4月1日発行） ISBN 4-8322-6129-0
5. 第5巻（1999年11月17日発行） ISBN 4-8322-6153-3
6. 第6巻（2001年5月15日発行） ISBN 4-8322-6206-8